# Vladímir Pogrbniak
Vladímir Pogrbniak (rus: Владимир Погребняк)  (Kíiv, c. 1948) és un antic pilot de motocròs ucraïnès de renom internacional durant la dècada del 1960. Al llarg de la seva carrera, guanyà dos campionats de l'URSS de motocròs (en 125cc Juvenil el 1964 i en 500cc el 1969) i formà part de la selecció soviètica que guanyà el Motocross des Nations el 1968.

## Resultats al Campionat del Món
Font:
| Any  | Motocicleta | 500cc |
| ---- | ----------- | ----- |
| 1966 | ČZ          | 24è   |
| 1967 | ČZ          | 8è    |
| 1968 | ČZ          | 15è   |
| 1969 | ČZ          | 36è   |